# نك بالتاسار
نك بالتاسار (بالفرنسية: Nic Balthazar) (و. 1964  م) هو مخرج تلفزيوني، ومخرج أفلام، ومقدم تلفزيوني، وصحفي، وكاتب سيناريو، وكاتب، ومخرج مسرحي، ومؤلف بلجيكي، ولد في غنت.

## وصلات خارجية
- نك بالتاسار على موقع IMDb (الإنجليزية)
- نك بالتاسار على موقع ألو سيني (الفرنسية)
- نك بالتاسار على موقع ميوزك برينز (الإنجليزية)
- نك بالتاسار على موقع أول موفي (الإنجليزية)
- نك بالتاسار على موقع قاعدة بيانات الأفلام السويدية (السويدية)
- نك بالتاسار على موقع قاعدة بيانات الفيلم (الإنجليزية)
- نك بالتاسار على موقع كينوبويسك (الروسية)